# Gisèle Freund
Gisèle Freund, nata Gisela (Berlino, 19 dicembre 1908 – Parigi, 31 marzo 2000), è stata una fotografa francese.

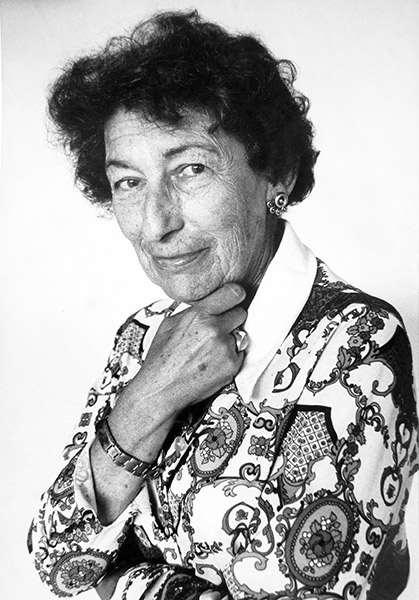
Gisèle Freund nel 1974

Fotoreporter e ritrattista francese di origini tedesche. Nel 1991 è stata la prima fotografa donna ad essere ospitata con una retrospettiva al Musée National d'art Moderne a Parigi, Centro Georges Pompidou. Si può affermare che i suoi ritratti facciano parte significativa della "letteratura" della fotografia del Novecento.

## Biografia
I suoi genitori, Jiulius (1870-1941) e Clara Dresel (morta nel 1947) erano mercanti di tessuti, una ricca coppia ebraica berlinese. Il padre era anche appassionato e collezionista di fotografia e scultura, in particolare di Karl Blossfeldt. Così comprò alla figlia una Voigtländer 6x9 nel 1925 e nel 1929, come regalo di diploma, una Leica.
I suoi studi proseguirono all'Università di Friburgo in Brisgovia nel 1931 in cui si applicò in storia dell'arte. Passò quindi alle scienze sociali presso quella sarà universalmente conosciuta come la Scuola di Francoforte, anche se i suoi docenti non usarono mai per sé stessi tale definizione. Infatti attorno all'Università di Francoforte, a partire dal 1923, cominciarono a riunirsi pensatori, sociologi, filosofi di orientamento marxista che tentarono di capire come mai, alla luce del fallimento della rivoluzione bolscevica, nonché dell'avanzata del fascismo sia in Italia che in Spagna, che cosa Marx non avesse previsto.
La Scuola di Francoforte in quel momento nel 1932 e 1933 era una fucina di idee, lei studiò con i docenti Theodor W. Adorno, Karl Mannheim e Norbert Elias e divenne amica di Walter Benjamin e Bertolt Brecht.
La situazione però stava rapidamente degenerando, con i nazisti ormai al potere in Germania: infatti, nel marzo 1933 Hitler era salito ufficialmente al potere. Così, Benjamin e Freund, con i negativi legati al corpo, per poter passare la frontiera, fuggirono in Francia. Lei continuò i suoi studi alla Sorbona mentre lui proseguì a scrivere di arte del XIX e XX secolo.
Nel 1935 Freund conobbe due personaggi che ebbero una certa risonanza nella sua vita: Sylvia Beach della libreria americana Shakespeare and Company e, soprattutto, Adrienne Monnier della Maison des Amis des Livres. Per poter restare legalmente in Francia, perché ottenesse un visto, Adrienne Monnier nello stesso anno le organizzò un matrimonio di convenienza con Pierre Blum. I due divorziarono ufficialmente dopo la guerra nel 1948.
E fu Monnier che pubblicò l'innovativa dissertazione di laurea di Freund sulla fotografia nella Francia del diciannovesimo secolo, la prima tesi di questo genere ad affrontare il valore e l'importanza della fotografia come forza sociale e democratica. È grazie a lei se è entrata in contatto con Life che poteva pubblicare foto a colori mentre nessuno in Francia era in grado di farlo. Si trattava di un lavoro sulla depressione dell'Inghilterra del nord.
James Joyce non amava essere fotografato, Monnier, suggerì a Freund di provarci e riuscì a catturare i ritratti migliori del periodo parigino dello scrittore irlandese. Dal 1938 i suoi ritratti degli scrittori e artisti parigini più famosi: Jean Cocteau, André Gide, James Joyce, Walter Benjamin, Henri Matisse, Virginia Woolf, con i quali intrattenne lunghe conversazioni. E Nel 1939 tocca ad altri "mostri sacri" a mettersi davanti all'obiettivo di Gisèle Freund: Simone de Beauvoir, Jean-Paul Sartre, Samuel Beckett, T. S. Eliot, Jean Cocteau, André Breton Colette, André Malraux, Paul Valéry.
Con l'invasione nazista della Francia, grazie all'aiuto di André Malraux su invito di Victoria Ocampo, direttrice del periodico argentino Sur, Freund varcò l'oceano in direzione Buenos Aires. Qui ebbe modo di conoscere e fotografare Jorge Luis Borges, Pablo Neruda e tanti altri. Realizzò paesaggi sorprendenti per l'epoca della Patagonia e della Terra del Fuoco nel 1943
A seguito dello scandalo suscitato dalla pubblicazione nel 1950, sulla copertina di Life di Evita Perón ingioiellata, che creò una sorta di incidente diplomatico tra Argentina e USA, se ne andò in Messico dove conobbe Diego Rivera, Frida Kahlo, David Alfaro Siqueiros e José Clemente Orozco.
Nel 1953 tornò definitivamente a Parigi. Nel corso della sua vita ha lavorato soprattutto per Life e Time, ma anche per la rivista svizzera Du, il londinese The Sunday Times, Paris Match
È sepolta nel Cimitero di Montparnasse.

## Controversie
Nel 1947 Freund firmò un contratto con la Magnum Photos come collaboratrice per l'America Latina. Nel 1954 però fu proprio Robert Capa a costringerla a rompere qualsiasi legame con la Magnum perché gli Stati Uniti, in seguito al maccartismo imperante, la consideravano "persona non gradita", per le sue opinioni vicine al socialismo, poicé l'FBI l'aveva inserita in una lista nera.

## Opere
- La photographie en France au dix-neuvieme siècle, Parigi, La Maison des Amis des Livres, 1936
- Francia, 1945
- Guia Arquitectura Mexicana Contemporánea
- Mexique precolombien, 1954
- James Joyce a Parigi. I suoi ultimi anni, 1965
- Le monde et ma camera, Denoël, 1970, ripubblicato nel 2006 - ISBN 978-2207257920
- Fotografia e società, 1974 - ISBN 2-02-000660-X
- Memoires de l'Oeil, 1977
- Portfolio: Au pays des visages, 1978
- Trois Jours avec Joyce, Denoël, 1983, ripubblicato 2006 - ISBN 978-2207257937
- Itineraires, 1985
- Gisèle Freund, fotografa, 1985
- Gisèle Freund, Portraits d'ecrivains et d'artistes, 1989
- Gisèle Freund, ritratto. Entretiens avec Rauda Jamis, 1991 - ISBN 978-2721004222 )
- La poesia del ritratto: fotografie di scrittori e artisti, 1998
- La Photographie en France au dix-neuvieme siecle", 2011

## Onorificenze
- 1989 Dottore honoris causa, Museo Nazionale della Fotografia presso la Bradford University
- 1983 Chevalier de la Légion d'Honneur
- 1982 Officier des Arts et Lettres
- 1980 Grand prix national des Arts pour la Photographie
- 1978 Premio per la fotografia culturale della Società Tedesca5]
- 1977 Eletto presidente della Federazione francese dei fotografi creativi francesi